# Dinosaur Jr

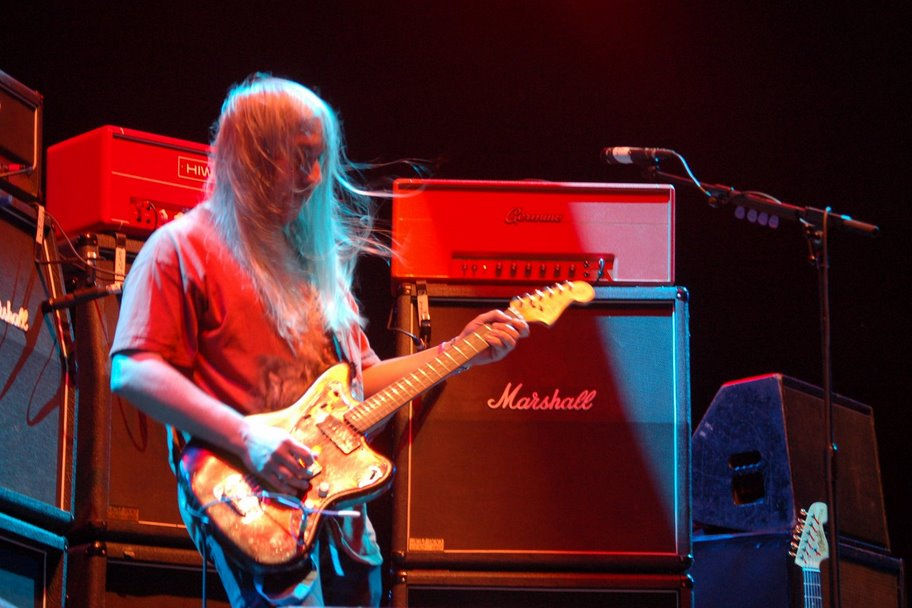
Dinosaur Jr

Dinosaur Jr és una banda nord-americana de rock alternatiu, formats oficialment en 1983.
Van ser una de les bandes fonamentals del noise igual que Pixies i Sonic Youth, i juntament amb ells van influir considerablement a l'explosió del grunge en els 90.
Als Estats Units, Dinosaur Jr són coneguts per cançons com «Start Choppin» (1993) i «Feel the Pain» (1994).

## Discografia

### Àlbums d'estudi
- Dinosaur Homestead (1985)
- You're Living All Over Me (1987)
- Bug (1988)
- Green Mind (1991)
- Where You Been (1993)
- Without a Sound (1994)
- Hand It Over (1997)
- Beyond Fat Possum (2007)

## Membres
- J. Mascis - veu i guitarra
- Lou Barlow - baix
- Murph - bateria

### Ex-membres
- Mike Johnson - baix
- George Berz - bateria